# باتريك كلارك
باتريك كلارك (بالإنجليزية: Patrick Clarke)‏ هو ممثل أيرلندي، ولد في 26 أكتوبر 1965 بدبلن في جمهورية أيرلندا.

## وصلات خارجية
- باتريك كلارك على موقع IMDb (الإنجليزية)